# Françoise de Montmorency
Françoise de Montmorency (1566 – Parigi, 6 dicembre 1641) fu una damigella d'onore di Margherita di Valois, regina di Navarra e divenne a soli tredici anni l'amante di Enrico III di Navarra. Venne chiamata la Fosseuse.

## Biografia
Françoise era la più giovane delle cinque figlie di Pierre de Montmorency, barone di Fosseux, marchese di Thury, e di sua moglie Jacqueline d'Avaugour.
All'età di quattordici anni divenne dama di compagnia della regina Margherita di Valois. Ragazza timida e arrossiva facilmente, attirò le attenzioni di Enrico III di Navarra. In un primo momento a Margherita queste attenzioni non le diede alcun problema, e lei stessa, si crede, iniziò in questo momento una relazione con il visconte di Turenne.
Durante le guerre di religione, Enrico sconfitto a Marmande, si rifugiò alla corte di Nérac, dove fu assediato dal maresciallo Biron. Durante questo assedio, Enrico riprese il suo corteggiamento, e questa volta ottenne la reciprocità, usando una tecnica che in seguito applicò con successo con tutti le sue favorite ufficiali - promise di divorziare da sua moglie e sposare Françoise se avesse dato alla luce un figlio. Dal quel momento divenne ambiziosa e arrogante nei confronti della regina Margherita. Alla fine rimase incinta e, con la prospettiva di avere un figlio da un re, arrivò a considerarsi regina. Ma Françoise aveva paura dei pettegolezzi e condusse il re a Eaux-Chaudes dal 7 al 25 giugno 1581, per sfuggire alla corte di Nérac. Enrico voleva che la regina Margherita fungesse da loro accompagnatrice, ma lei li aspettò a Bagnères-de-Bigorre.
La regina Margherita si offrì di rimuoverla dalla corte, ma Françoise urlò che si rifiutava di andarsene. Infine, nacque una figlia nata morta nel 1581. Il re fu avvertito dal medico e Margherita si assicurò che il parto fosse il più tranquillo possibile. La regina stessa aiutò come ostetrica.
Margherita fu poi invitata da sua madre Caterina de' Medici a Parigi, insieme alle sue dame di compagnia, tra cui Françoise. Caterina consigliò a sua figlia di rimandare Françoise ai suoi genitori. Seguendo questo consiglio, Margherita cacciò Françoise dalla corte nel 1582. Enrico prese questo come un insulto personale, ma non fece nulla per vendicarsi, poiché era poi caduto nel fascino della "bella Corisande", Diane d'Andoins.

## Matrimonio
L'11 maggio 1596, sposò François de Broc, barone di Cinq-Mars. Ebbero sette figli:
- Pierre de Brocq (1597-1671), Vescovo di Auxerre
- Anne de Brock (1598-1630), sposò Ambroise des Ascotes, signore de Chantilly
- Jacques de Brocq (1599-1651), barone de Saint-Mar, sposò Marguerite de Bourdey
- Michel de Brocq (?-1634), barone d'Echemire, sposò Marie-Madeleine du Chen
- François de Broq
- Catherine de Broc, sposò François de Lodge, signore de Charbonniere
- Antoinette de Broc

## Morte
Morì il 6 dicembre 1641 a Broc e fu sepolta nella chiesa locale, mentre il suo cuore fu deposto a Échemiré.